# Гладильщиков, Николай Павлович
Николай Павлович Гладильщиков (род. 27 апреля 1895; Торопец — 24 ноября 1980; Москва) — русский советский дрессировщик, артист цирка, укротитель хищников и борец. Создатель первого в советском союзе цирка аттракциона смешанной дрессировки домашних и хищных животных, птиц. Заслуженный артист РСФСР (1939), Чемпион РСФСР по французской борьбе (1922).

## Биография
Родился 27 апреля 1895 года в городе Торопец.
Окончил реальное училище, после чего отучился в Петроградском политехническом институте. В юношеские годы Гладильщиков увлекался и занимался спортом, так как имел природные данные, которые повлияли на внешность мужчины. В 1922 году выступил в качестве борца на чемпионате страны и стал чемпионом РСФСР по франзузской борьбе (ныне — греко-римская борьба). Во время спортивной деятельности, Гладильщиков уже совмещал спорт с дрессированием, а в 1923 году уже впервые выступил в цирке в качестве артиста-дрессировщика. В 1927 году в городе Орехово-Зуево цирковой артист впервые продемонстрировал новаторский аттракцион со смешанной группой дрессированных домашних и хищных животных, птиц. В 1939 году Гладильщикову было присвоено звание Заслуженного артиста РСФСР.
В честь памяти Гладильщикова часто проводятся выставки, мероприятия и рассказы о нём.
Ушёл из жизни 24 января 1980 года в Москве. Похоронен с родителями в одной могиле на Пятницком кладбище.

## Достижения
- Заслуженный артист РСФСР (1939)[1]
- Чемпион РСФСР по французской борьбе (1922)[1]

## Издательства
- Театральная энциклопедия. Том 1/Глав. ред. С. С. Мокульский — М.: Советская энциклопедия, 1961.- 1214 стб. с илл., 12 л. илл.